# Liste der denkmalgeschützten Objekte in Vysoké nad Jizerou
Grundlage dieser Liste der denkmalgeschützten Objekte in Vysoké nad Jizerou ist die ÚSKP-Liste (Ústřední seznam kulturních památek České republiky, deutsch Zentrale Liste der Kulturdenkmäler der Tschechischen Republik), die von der tschechischen Denkmalschutzbehörde NPÚ (Národní památkový ústav, deutsch Nationale Denkmalbehörde) seit 1987 geführt wird und an die seit dem Jahr 1850 geschaffenen Listen anschließt.
Die Liste umfasst die Kulturdenkmale der Stadt Vysoké nad Jizerou mit ihren Ortsteilen im Okres Semily.

## Vysoké nad Jizerou (Hochstadt an der Iser)
| Lage                                                                               | Objekt                            | Beschreibung | ÚSKP-Nr.                  | Bild                              |
| ---------------------------------------------------------------------------------- | --------------------------------- | --- | ------------------------- | --------------------------------- |
| Vysoké nad Jizerou, náměstí Dr. Karla Kramáře (Standort)                           | Brunnenpavillon                   | Brunnenpavillon | 105321 Info Katalog       | Brunnenpavillon                   |
| Vysoké nad Jizerou, verstzt auf den náměstí Dr. Karla Kramáře (Standort)           | Mariensäule                       | Mariensäule | 85266/6-2863 Info Katalog | Mariensäule                       |
| Vysoké nad Jizerou (Standort)                                                      | Katharinenkirche                  | Katharinenkirche | 19568/6-2862 Info Katalog | weitere Bilder                    |
| Vysoké nad Jizerou 44 (Standort)                                                   | Bauerngehöft U Jandurů            | Bauerngehöft U Jandurů | 22951/6-2872 Info Katalog | Bauerngehöft U Jandurů            |
| Vysoké nad Jizerou, am Haus Nr. 148 (Standort)                                     | Nepumoksäule                      | Nepumoksäule | 34191/6-2866 Info Katalog | weitere Bilder                    |
| Vysoké nad Jizerou 87 (Standort)                                                   | Glashütte                         | Glashütte | 16360/6-4766 Info Katalog | weitere Bilder                    |
| Vysoké nad Jizerou, im Heimatmuseum, Dr. Karla Farského 130 (Standort)             | Mariensäule oder der hl. Ludmilla | Barocke Sandsteinstatue, vermutlich aus dem Jahr 1732, stand ursprünglich an der Straße nach Tříč, ursprünglich am Weg zum Tschitscher Berg (Tříčské vrchy), jetzt nach Restaurierung im Heimatmuseum. Der ursprüngliche Sockel trug Reliefs der örtlichen Schutzheiligen: St. Veit, St. Prokop, St. Adalbert und St. Wenzel. | 26113/6-2867 Info Katalog | Mariensäule oder der hl. Ludmilla |
| Vysoké nad Jizerou, bei Nr. 143 (Standort)                                         | Brunnen bei Nr. 143               | Brunnen | 25227/6-2874 Info Katalog | Brunnen bei Nr. 143               |
| Vysoké nad Jizerou, Na Polopruti 231 (Standort)                                    | Haus Nr. 231                      | Bauerngehöft, ohne Scheune | 19160/6-2873 Info Katalog | weitere Bilder                    |
| Vysoké nad Jizerou, bei Haus Nr. 245 (Standort)                                    | Mariensäule                       | Mariensäule | 25155/6-2868 Info Katalog | Mariensäule                       |
| Vysoké nad Jizerou, beim Tennisplatz an der K. Havlíček Borovský-Straße (Standort) | Statue des hl. Florian            | Statue des hl. Florian | 101662 Info Katalog       | Statue des hl. Florian            |
| Vysoké nad Jizerou, am Eingang zum Sanatorium, vor der Hussitenkirche (Standort)   | Statue des hl. Adalbert           | Statue des hl. Adalbert | 36022/6-2871 Info Katalog | weitere Bilder                    |
| Vysoké nad Jizerou, Dr. Karla Farského 303 (Standort)                              | Hussitenkirche Dr. Karel Farský   | Hussitenkirche Dr. Karel Farský | 107164 Info Katalog       | weitere Bilder                    |
| Vysoké nad Jizerou, am Berg Šibeniční vrch (Standort)                              | Statue der hl. Maria Magdalena    | Statue der hl. Maria Magdalena | 31774/6-2865 Info Katalog | weitere Bilder                    |
| Vysoké nad Jizerou, an der Straße nach Tříč (Standort)                             | Säule mit Statue der hl. Barbara  | Säule mit Statue der hl. Barbara | 49926/6-6104 Info Katalog | Säule mit Statue der hl. Barbara  |
| Vysoké nad Jizerou, an der Straße nach Sklenařice (Standort)                       | Kruzifix                          | Kruzifix | 26050/6-2870 Info Katalog | weitere Bilder                    |
| Vysoké nad Jizerou, am Weg zum Dykova skála (Standort)                             | Marinko-Kreuz (Márinkův kříž)     | Flurkreuz Marinko-Kreuz (Márinkův kříž); Gedenkkreuz (1848) an den Theologiestudenten Marinko Háska | 37824/6-2869 Info Katalog | weitere Bilder                    |
| Vysoké nad Jizerou, am Feldweg nach Sklenařce (Standort)                           | Statue des hl. Josef              | Statue des hl. Josef | 19998/6-2783 Info Katalog | weitere Bilder                    |
| Vysoké nad Jizerou (Standort)                                                      | Burg Hrad Nístějka                | Burgruine Hrad Nístějka | 27196/6-2572 Info Katalog | weitere Bilder                    |

## Horní Tříč (Ober Tschitsch)
| Lage                                     | Objekt             | Beschreibung | ÚSKP-Nr.                  | Bild           |
| ---------------------------------------- | ------------------ | ------------ | ------------------------- | -------------- |
| Vysoké nad Jizerou, bei Nr. 1 (Standort) | Mariensäule        | Mariensäule  | 30159/6-2813 Info Katalog | weitere Bilder |
| Horní Tříč 107 (Standort)                | Bauernhaus Nr. 107 | Bauerngehöft | 25890/6-2812 Info Katalog | weitere Bilder |
| Horní Tříč 46 (Standort)                 | Haus Nr. 46        | Bauerngehöft | 10824/6-5869 Info Katalog | Haus Nr. 46    |
| Horní Tříč, bei Nr. 48 (Standort)        | Kruzifix           | Kruzifix     | 44754/6-2814 Info Katalog | weitere Bilder |

## Sklenařice (Glaserdorf)
| Lage                                              | Objekt                                                     | Beschreibung                         | ÚSKP-Nr.                  | Bild                   |
| ------------------------------------------------- | ---------------------------------------------------------- | ------------------------------------ | ------------------------- | ---------------------- |
| Sklenařice 27 (Standort)                          | Bauernhaus Nr. 27                                          | Bauerngehöft                         | 24878/6-2784 Info Katalog | Bauernhaus Nr. 27      |
| Sklenařice, bei Nr. 40 (Standort)                 | Scheune am Haus Nr. 40                                     | Scheune                              | 21917/6-2785 Info Katalog | Scheune am Haus Nr. 40 |
| Sklenařice, am Weg zum Tomášovský vrch (Standort) | Archäologische Überreste einer mittelalterlichen Glashütte | Buntglashütte, archäologische Spuren | 19421/6-2782 Info Katalog | weitere Bilder         |

## Stará Ves (Altendorf)
| Lage                 | Objekt       | Beschreibung | ÚSKP-Nr.                  | Bild         |
| -------------------- | ------------ | ------------ | ------------------------- | ------------ |
| Stará Ves (Standort) | Nepumoksäule | Nepumoksäule | 20082/6-2788 Info Katalog | Nepumoksäule |